# Madame (film, 2017)
Pour les articles homonymes, voir Madame (homonymie).
Pour plus de détails, voir Fiche technique et Distribution.
Madame est une comédie dramatique française coécrite et réalisée par Amanda Sthers, sortie en 2017.
Il est sélectionné « Special Presentations » et projeté en avant-première mondiale en juin 2017 au Festival du film de Sydney en Australie.

## Synopsis
Lors d’un dîner mondain, Anne Fredericks, la maîtresse de maison, s'aperçoit au dernier moment qu'ils seront treize à table. Superstitieuse, elle demande à Maria, la gouvernante de ses enfants, de se joindre à eux en espérant qu'elle passera inaperçue. L'un des invités, David Reville, est un expert en art chargé d'expertiser une toile du Caravage que Bob Fredericks doit absolument vendre à un musée.
David Reville s'enquiert de l'identité de cette invitée inconnue auprès de Steven Fredericks, le fils de Bob. Pour se moquer, celui-ci lui raconte qu'elle est une princesse, membre de la famille royale d'Espagne, voyageant incognito. Fasciné par ce titre, David Reville la séduit et devient son amant, au grand dam d'Anne Fredericks qui finit par lui avouer la vérité.

## Fiche technique
- Titre original : Madame
- Réalisation : Amanda Sthers
- Scénario : Matthew Robbins[1] et Amanda Sthers
- Direction artistique : Herald Najar
- Costumes : Charlotte Betaillole
- Photographie : Régis Blondeau
- Son : Eddy Laurent
- Montage : Nicolas Chaudeurge
- Musique : Matthieu Gonet
- Production : Laurent Bacri, Cyril Colbeau-Justin, Jean-Baptiste Dupont et Alain Pancrazi[1]
- Sociétés de production : LGM Cinéma SAS et PM S.A. ; StudioCanal (coproduction)
- Sociétés de distribution : StudioCanal ; Impuls Pictures (Suisse romande), TVA Films (Québec)
- Pays d’origine :  France
- Langue originale : anglais
- Format : couleur - Dolby 5.1
- Genre : comédie dramatique
- Durée : 90 minutes
- Dates de sortie :
  - Australie : 12 juin 2017[1] (Festival du film de Zurich)
  - France, Suisse romande : 22 novembre 2017

## Distribution
- Toni Collette (VF : Marjorie Frantz) : Anne Fredericks
- Harvey Keitel (VF : Michel Papineschi) : Bob Fredericks
- Rossy de Palma (VF : elle-même) : Maria
- Michael Smiley (VF : Nicolas Marié) : David Reville
- Tom Hughes (VF : Gauthier Battoue) : Steven Fredericks
- Stanislas Merhar (VF : lui-même) : Antoine Bernard
- Sue Cann : Mandy
- Ariane Séguillon : Josiane
- Beatrice Ecaterina Mujdei : Rose
- Brendan Patricks (VF : Damien Ferrette) : Toby
- Tim Fellingham (VF : Jérémy Bardeau) : Michael
- Joséphine de La Baume (VF : elle-même) : Fanny, la professeur de français
- Sonia Rolland (VF : elle-même) : Marinette
- Ginnie Watson[2] : Jane Millerton
- Noah Labastie : Gilles
- Eric Zorgniotti : Fedor
- Alex Vizorek : Jacques, le coiffeur
- Jay Benedict : Dr Schwiman
- Salomé Partouche : Gabriella
- Violaine Gilibert : Hélène Bernard

## Production
Tournage
Amanda Sthers et l’équipe du tournage filment à partir du 20 juillet 2016 entièrement à Paris, pendant six semaines,.

## Accueil
Festivals et sorties
Sélectionné « Special Presentations », Madame se lance en avant-première mondiale le 12 juin 2017 au Festival du film de Sydney en Australie. La France, comme la Suisse romande, le prévoit le 22 novembre 2017 dans les salles obscures.

## Sélections
- Festival du film de Sydney 2017[1] : « Special Presentations »
- Festival du film de Zurich 2017[5] : « Premières Gala »